# Tremulant (EP)
Tremulant é o primeiro EP da banda de rock progressivo, The Mars Volta, lançado em abril de 2002 pela Gold Standard Labs. Produzido por Alex Newport, o EP marca a única aparição da baixista fundadora Eva Gardner. Uma versão remasterizada foi lançada em abril de 2014. 

## Gravação
Considerando as sessões de gravação, a baixista Eva Gardner disse em 2009, "Estávamos em Long Beach, e era muito entusiasmante por causa das músicas novas. Era um novo projeto pra esses caras, então eles estávam muito empolgados. Foi ótimo. Fizemos três músicas, foi muito divertido pra mim porque era a primeira vez que eu fazia isso profissionalmente... Tinha feito discos antes, mas eram só gravações caseiras e com amigos. Esse era um grupo mais estável. Foi divertido estar num estúdio profissional e tocar com músicos incríveis."

## Informações das músicas
"Concertina", é frequentemente considerada a "peça central" do EP, por ser supostamente sobre Ben Rodriguez, um antigo colega de banda de Cedric and Omar do At the Drive-In, que Cedric e Omar consideram um sociopata. De acordo com entrevistas eles consideram Rodriguez responsavel por atormentar Julio Venegas a ponto dele ter cometido suicídio. A banda depois gravou a música junto com "Eunuch Provocateur" (Eunuco Provocador).
Os vocais ao contrário no final de "Eunuch Provocateur" são letras da música "Itsy Bitsy Spider". As outras vozes ao contrário na música dizem "did mommy or daddy ever have to spank you?" (mamãe e papai têm sempre que espancar você?). Esses são samples de um LP com músicas infantis usado pela banda. Outra parte notável de "Eunuch Provocateur" é a seguinte: "Dethroned by the comatorium... de-loused in the comatorium", que são um prenúncio do próximo disco, De-Loused in the Comatorium. Além disso o título do EP em si é desenhado a partir da história conceito de De-Loused in the Comatorium, referindo-se aos "tremulants", criaturas que habitam a mente de Cerpin Taxt, o personagem principal.

## Faixas
1. "Cut That City" 5:43
2. "Concertina" 4:54
3. "Eunuch Provocateur" 8:48

## Produção
- Gravado em Long Beach, California de outubro a dezembro de 2001.
- Produzido por Alex Newport e The Mars Volta.
- O design e layout por Sonny Kay e Omar Rodríguez-López.

## Pessoal
- Omar Rodríguez-López – guitarra
- Cedric Bixler-Zavala – vocais
- Isaiah Ikey Owens – teclado
- Jeremy Michael Ward – manipulação sonora
- Jon Theodore – bateria
- Eva Gardner – baixo